# Jack Yellen
Jack Selig Yellen (Jacek Jeleń; n. 6 iulie 1892, Raczki⁠(d), Suwałki County⁠(d), Podlasia, Polonia – d. 17 aprilie 1991, Springville⁠(d), Comitatul Erie, New York, SUA) a fost un textier și scenarist american.
Este cunoscut în special pentru că a scris versurile pieselor „Happy Days Are Here Again⁠(d)”, care a fost folosită de Franklin Roosevelt ca temă pentru campania sa prezidențială de succes⁠(d) din 1932, și „Ain’t She Sweet⁠(d)”, un Tin Pan Alley⁠(d) standard.

## Viața timpurie și educația
Născut într-o familie de evrei în Polonia, Yellen a emigrat împreună cu familia în Statele Unite, când avea cinci ani. Cel mai mare dintre șapte copii, a crescut în Buffalo, New York și a început să scrie cântece în liceu. A absolvit cu onoare Universitatea din Michigan în 1913, unde a fost membru al fraternității Pi Lambda Phi. După absolvire, a devenit reporter pentru Buffalo Courier, continuând să scrie cântece în paralel.

## Cariera
Primul colaborator al lui Yellen la o melodie a fost George L. Cobb⁠(d), cu care a scris o serie de cântece Dixie⁠(d), inclusiv „Alabama Jubilee”, „Are You From Dixie?” și „All Aboard for Dixieland”. El este cel mai bine amintit pentru colaborarea sa cu compozitorul Milton Ager. El și Ager au intrat în domeniul publicării muzicale ca co-proprietari ai Companiei de Muzică Ager-Yellen-Bornstein. Yellen a mai lucrat cu mulți alți compozitori precum Sammy Fain și Harold Arlen .
Colaborarea lui Yellen cu starul de vodevil, Sophie Tucker , pentru care a fost reținut să scrie materiale speciale, a produs una dintre cele mai cunoscute melodii ale lui Tucker, „ My Yiddishe Momme ”, o melodie în engleză cu ceva text idiș. Yellen a scris versurile care au fost puse pe muzică de Lew Pollack. Yellen a scris versurile a peste 200 de cântece populare de la începutul secolului al XX-lea. Două dintre cele mai recunoscute cântece ale sale, încă populare în secolul 21, sunt „Happy Days Are Here Again” și „Ain’t She Sweet”.
Creditele de scenariu ale lui Yellen au inclus Scandalurile lui George White, Pigskin Parade , Little Miss Broadway și Submarine Patrol .

## Premii și moștenire
Yellen a fost unul dintre cei mai timpurii membri ai Societății Americane a Compozitorilor, Autorilor și Editorilor⁠(d) (ASCAP) și a făcut parte din consiliul de administrație al acesteia din 1951 până în 1969. În 1972, a fost inclus în Hall of Fame al Compozitorilor, și Buffalo Music Hall of Fame în 1996. 

## Viața personală
În august 1922, Yellen s-a căsătorit cu Sylvia Stiller, de 21 de ani, din Buffalo. Au avut doi copii, David și Beth. În 1944 s-a căsătorit cu a doua sa soție, Lucille Hodgeman. Lucille s-a născut în Minnesota în 1915 și a crescut în Los Angeles. Ca dansatoare și coregrafă, ea a lucrat cu Metro-Goldwyn-Mayer și 20th Century Studios sub numele de scenă Lucille Day la peste 20 de filme, inclusiv Vrăjitorul din Oz. Soții Yellen au trăit mulți ani la o fermă de pe Mortons Corners Road în orașul Concord, New York⁠(d). Jack Yellen a murit pe 17 aprilie 1991 în Concord, la vârsta de 98 de ani. Lucille Yellen a murit pe 15 august 2010 la vârsta de 95 de ani. 

## Musicale de pe Broadway
- Ce este într-un nume? (1920) cu muzică de Milton Ager
- Rain or Shine (1928) cu muzică de Milton Ager
- Almanahul lui John Murray Anderson (1929)
- Urmăriți A Star (1930) cu muzică de Vivian Ellis
- Tu ai spus-o (1931)
- Scandalurile lui George White din 1935
- Scandalurile lui George White din 1939
- Băieți și fete împreună (1940)
- Sons of Fun (1941)
- Ziegfeld Follies of 1943 (1943)

## Partituri de film
- The Adding Machine 1969
- Afacerea lui Susan 1935
- Ali Baba pleacă în oraș 1937
- Un alt om subțire 1939
- Temperul artistic 1932
- Clopotele lui Capistrano 1942
- Blonda Nebună 1931
- Broadway Melody din 1938 1937
- Bulldog Drummond 1939
- Call of the West 1930
- Căpitan ianuarie 1936
- Chasing Rainbows 1930
- Petrecerea de Crăciun 1931
- Crashing The Gate 1934
- Scandalurile lui George White 1934 1935
- Păpușă de cârpă bucuroasă 1929
- Merge la Hollywood 1933
- Aterizare fericită 1938
- Inima New Yorkului 1932
- Hell In The Heavens 1934
- Hold That Co-Ed 1938
- Honky Tonk 1929
- Regele Burlescului 1936
- Regele jazzului 1930
- Mica domnișoară Broadway 1938
- Iubirea este știri 1937
- Steaua mea norocoasă 1938
- Noapte și zi 1946
- Fetița noastră 1935
- Parada de piele de porc 1936
- Rain or Shine 1930
- Rebecca de la Sunnybrook Farm 1938
- Sally, Irene și Mary 1938
- Senzații din 1945 – 1944
- Cântă, iubito, cântă 1936
- Patrula submarină 1938
- Nebuniile de gheață din 1939
- Au învățat despre femei 1930
- Acesta este raiul 1929
- Secolul XX 1934
- Unchiul neașteptat 1941
- Treziți-vă și trăiți 1937
- Nu poți avea totul 1937

## Melodii selectate
- „ Jubileeul Alabama ” – 1915
- „ Ești din Dixie (pentru că și eu sunt din Dixie) ” – 1915
- „Dansez în jurul SUA” - 1915
- „ Există o grădină în Hawaii ” cu muzică de George B. McConnell – 1917
- „Battle Song of Liberty” - 1917. m: George L. Cobb
- „Johnny Ia-ți pistolul și fii soldat” - 1917. m: Jack Glogau
- „Peste Rin” - 1917. m: Albert Gumble
- „So Long Sammy” - 1917. m: Albert Gumble
- „Există un scaun liber în vechea casă din sudul meu” - 1917. m: Al. Piantadosi
- „Când e ziua circului înapoi acasă” - 1917. m: Jack Glogau
- „Există o bucată de zahăr în Dixie” - 1918. m: Albert Gumble
- „Venim de la Cody” - 1918. m: Pvt. Harry Wessel
- „I’m Waiting For Ships That Never Come In” – 1919, înregistrat de Moon Mullican în 1958.
- „Alexander's Band Is Back in Dixie” - 1919. m: Albert Gumble
- „Cootie Tickle, The (Over Here It’s the Shimmie Dance)” - 1919. m: Abe Olman
- „Nu puneți o taxă pe fetele frumoase” - 1919 cu Milton Ager
- " Johnny este în oraș " - 1919. m: Geo. W. Meyer & Abe Olman
- „ Jos lângă O-Hi-O ” – 1921
- „ Louisville Lou ” – 1923
- „Mama Goes Where Papa Goes” – 1923
- „ Big Bad Bill (Este dulce William acum) ” – 1924
- „Hula Lou” – 1924
- „ Hannah cu inimă tare (Vampul din Savannah) ” – 1924
- „ Mă întreb ce se întâmplă cu Sally ” – 1924
- „Înșeală-mă” – 1925
- „ În pălăria ta verde ” – 1925
- „ My Yiddishe Momme ” – 1925 cu muzică de Lew Pollack și un succes uriaș pentru Sophie Tucker .
- „ No Man’s Mama ” – 1925 cu muzică de Lew Pollack
- „ Cuvinte nebune, melodie nebună ” – 1926
- „ Nu-i ea dulce ” – 1927
- „ Păpușa de cârpă bucuroasă ” – 1929
- „ Picioare fericite ” – 1930
- „ Zilele fericite sunt din nou aici ” – 1930
- „ Are You Havin' Any Fun? ” – 1939 cu muzică de Sammy Fain
- „Life Begins At Forty” – 1937 muzică și versuri de Jack Yellen și Ted Shapiro , înregistrate de Sophie Tucker.